# Þuriðr Þorkelsdóttir
Þuríðr Þorkelsdóttir Megineinkja (née vers 960 à Ulfdal dans le massif du Dovrefjell en Norvège, décédée avant 1047 à Skúvoy dans les îles Féroé) est considérée comme la première Féroïenne de l'histoire.

## Origines et variantes de son nom
L'anthroponyme féminin Þuríðr admet plusieurs formes en vieux norrois. Le nom féminin initial semble être Þorríðr forme contractée de Þórfríðr, anthroponyme qui peut être à la fois féminin et masculin. Cependant, on trouve également d'autres variantes en vieux norrois comme Þúríðr ou Þyríðr. L'islandais conserve ce prénom sous la forme Þuríður, avec un [y] d'appui. En revanche, le féroïen admet les formes Thurið et Turið. Dans les autres langues scandinaves comme le norvégien ou le danois, les consonnes initiales et finales se sont parfois durcies, d'où la variante rencontrée en Norvège, au Danemark et en Suède Turid.
Þorkelsdóttir ou Thorkilsdóttir signifie « fille de þorkell », son père était en effet un Norvégien portant ce nom. Ce système anthroponymique de nommer la fille avec le prénom du père suivi de -dóttir « fille » (ou -son, s'il s'agit du fils) est encore usuel en Islande, où il existe peu de noms de familles. L'anthroponyme norrois þorkell (génitif Þorkels. Forme plus rare Thorkil, génitif Thorkils) est une variante du norrois Þórkæll. Ce sont des formes contractées de Þórkætill et Þorketill « Thor-chaudron »,.
Son surnom Megineinkja [ˈmɛːjɪnˌanca] « la veuve du chef » est utilisé depuis l'an 1005, époque où elle est effectivement devenue veuve, à la suite de l'assassinat de son mari Sigmundr par un paysan des îles Féroé.

## Histoire
Þuriðr était la fille Þorkell Barfrost et de Ragnhild Þoralfsdóttir, tous deux originaires de Norvège. Sa date de naissance exacte n'est pas connue avec certitude, mais la Saga des Féroïens nous apprend que Sigmundr Brestisson et Þóri Beinisson lors de leur voyage en Norvège vers 973 sont passés par Ulfdal dans le Dovrefjell. C'est l'endroit où vivaient les parents de Þuriðr et elle aurait été "très jeune" à cette époque, selon les termes de la saga. Plus tard, une relation nait avec Sigmundr vers 979, duquel elle tombe enceinte. On suppose qu'ils avaient à peu près le même âge, c'est-à-dire 18 ans.
Elle se marie avec Sigmundr vraisemblablement vers 986, à l'époque de la naissance de leur fille Þóra, alors que ce dernier se trouvait en Norvège pour la troisième fois. Le mariage aurait eu lieu, selon la même saga, à la cour du roi Hákon Sigurðarson près de Trondheim et les libations auraient duré sept jours. C'est seulement à l'automne de la même année que le jeune couple est parti pour les îles Féroé pour ne plus les quitter. 
Quatre autres enfants seraient nés de cette union : Þórálfr, Steingrímr, Brandr et Heri. Ils habitaient tous à la cour à Skúvoy.